# Ephedra lomatolepis
Ephedra lomatolepis är en kärlväxtart som beskrevs av Alexander Gustav von Schrenk. Ephedra lomatolepis ingår i släktet efedraväxter, och familjen Ephedraceae. Inga underarter finns listade i Catalogue of Life.